# 法華寺 (台中市)
法華寺是位在台灣台中市西區（舊・榮町）的寺院，主祀釋迦牟尼佛。

## 歷史
台灣日治時代大正2年（1913年），作為日蓮宗的「台中布教所」建立。戰後，改稱「法華寺」直到現在。
為了尊重歷史，寺內仍供奉日蓮上人、法華曼荼羅、鬼子母神等。

## 脚注
1. ↑  .   [2020-01-26]. （原始内容存档于2020-01-26）.

## 關連項目
- 台灣佛教